# Тотіла
Тотіла (гот. 𐍄𐍉𐍄𐌹𐌻𐌰, лат. Totila; ? — 552) — король остготів (541—552).

## Життєпис
Був небожем остготського короля Ільдебада. Стосовно власне імені Тотіли існують протиріччя. Вважається, що це спотворене візантійцями готське ім'я Бадуїла. За іншою версією повним іменем є Тотабадус.
Перша згадка про Тотілу відноситься до битви 541 року під Тревізієм, де остготи перемогли візантійців. Втім після вбивства Ільдебада у травні того ж року не зміг зайняти трон. Тоді ж Тотіла звернувся до візантійців у Равенні з проханням забезпечити власну безпеку.
Але вже у жовтні 541 року Тотіла викрив змову короля Ераріка, що готувався перейти на бік Візантії. Тотіла влаштував змову проти Ераріка, якого повалено. Новим володарем став Тотіла.
Новий король розпочав війну проти Візантії. У грудні 541 року відбив напад візантійців на Верону. Навесні 542 році остготи завдали поразки візантійському війську у битві при Фаентії (сучасна Фаенца). Невдовзі неподалік від Флоренції, в долині Муджелло, Тотіла завдав нової поразки ворогові. Після цього король остготів рушив на південь, не намагаючись захопити укріплені фортеці центральної Італії. Разом з тим незабаром було зайнято Флоренцію та всю Етрурію.
У результаті потужного походу 542 року Тотіла захопив значну частину Кампанії, Луканію, Бпуттій, Апулію і Калабрію, але портові міста залишилися під владою Візантії. Після тривалої облоги захопив Перузій (сучасна Перуджа). Водночас Тотіла створив власний військовий флот. У 543 році також вдалося зайняти Неаполь. Але спроба зайняти Рим виявилася невдалою, тому розпочалася тривала облога. У 545 році з голодуючого Риму втік папа римський Вігілій. Наприкінці того ж року остготи зайняли Рим, який було пограбовано.
У 546 році Тотіла зазнав поразок від Велізарія, який висадився в Італії, в результаті чого південь півострова було втрачено, а потім й Рим. Протягом 547—548 років Тотіла запекло захищав центральну Італію, завдавши ворогові поразки у битві при Русціані. У 549 році після відплиття Велізарія до Константинополя, Тотіла раптовим ударом відвоював Рим.
Протягом 549—550 року Тотіла відвоював усю Італію, а також захопив острови Сицилія, Корсику, Сардинію. Його флот сплюндрував узбережжя Далмації та Епіру, острів Корфу. Можливо тим самим намагався змусити візантійського імператора Юстиніана I до укладання мирного договору. Утім останній вирішив остаточно підкорити остготів.

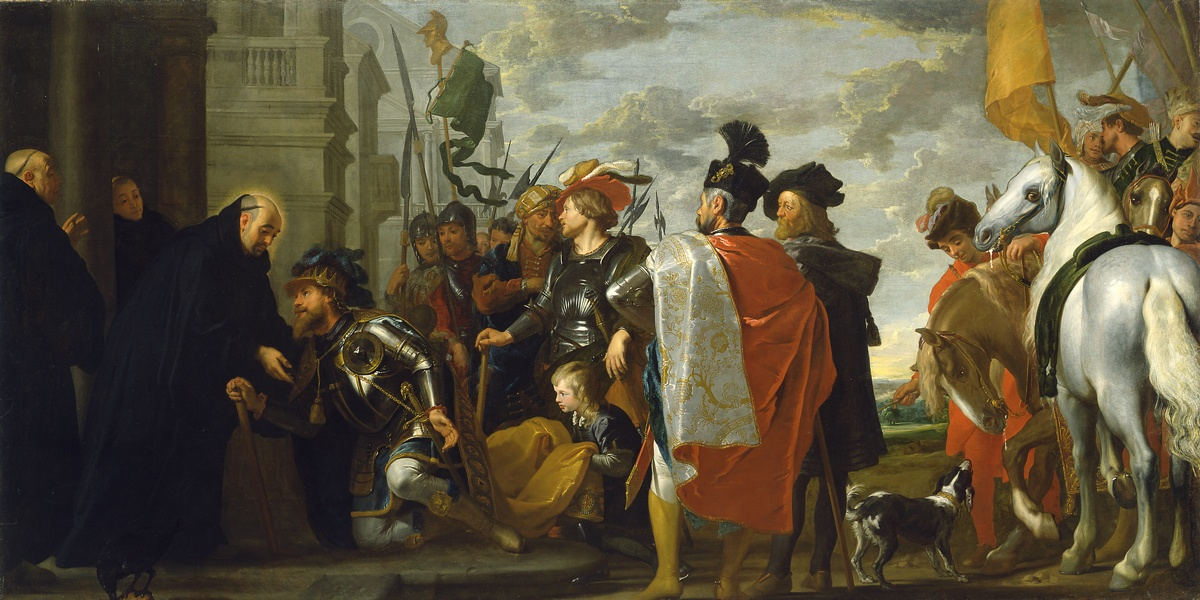
Святий Бенедикт приймає Тотілу, короля готів (Гаспар де Крайєр, 1633)

У 551 візантійці на чолі із Нарсесом прибули до Італії. У липні 552 року у вирішальній битві при Тагінах (сучасне Гуальдо-Тадіно) остготське військо на чолі із Тотілою зазнало нищівної поразки від візантійців, а сам король загинув. У результаті майже усі землі Остготського королівства захоплено Нарсесом. Очолив боротьбу остготів Тейя.